# Eilean Chathastail
Eilean Chathastail es una isla localizada en el grupo de las Small Isles perteneciente a las Hébridas interiores, en Escocia. La isla mide aproximadamente 1 km de largo, y se encuentra ubicada a tan sólo 100 m de la costa sudoriental de la isla de Eigg.
Su nombre procede del gaélico escocés y cuyo significado es «isla del castillo».
Eigg alberga un faro construido en 1906 por los hermanos David A. y Charles Alexander Stevenson.
- Datos: Q3049405
- Multimedia: Eilean Chathastail / Q3049405